# Derrinallum
Derrinallum är en ort i Australien. Den ligger i kommunen Corangamite och delstaten Victoria, omkring 150 kilometer väster om delstatshuvudstaden Melbourne. Antalet invånare är 557.
Runt Derrinallum är det mycket glesbefolkat, med 4 invånare per kvadratkilometer.. Det finns inga andra samhällen i närheten. 
Trakten runt Derrinallum består till största delen av jordbruksmark. Genomsnittlig årsnederbörd är 766 millimeter. Den regnigaste månaden är juli, med i genomsnitt 101 mm nederbörd, och den torraste är januari, med 26 mm nederbörd.